# Presanella
Die Presanella (italienisch Cima Presanella; 3556 m s.l.m.) ist ein Berg der italienischen Südalpen und höchster Punkt der Adamello-Presanella-Alpen.
Die Erstbesteigung erfolgte am 25. August 1864 durch Douglas William Freshfield, H.A. (oder M.) Beachcroft, I.D. (oder H.) Walker mit 2 Führern, darunter François Devouassoud. Über die genaue Identität der außer Freshfield beteiligten Briten widersprechen sich die Quellen. Nur drei Wochen später, am 17. September 1864, gelang Julius Payer die zweite Besteigung.

## Lage
| \| \| |
|       |

Lage der Presanella in den
Adamello-Presanella-Alpen (links)
und im Trentino (rechts).